# Tetrathyrus forcipatus
Tetrathyrus forcipatus är en kräftdjursart som beskrevs av Claus 1879. Tetrathyrus forcipatus ingår i släktet Tetrathyrus och familjen Platyscelidae. Inga underarter finns listade i Catalogue of Life.